# Teodbert Bavarski
Teodbert Bavarski ali Teodo III. iz dinastije Agilolfingov je bil v letih 711 do 716 skupaj z očetom Teodom II. in brati Grimoaldom, Tasilom in Teobaldom sovladar Bavarske in nekaj časa vojvoda vojvodine Bavarska-Salzburg, * 685, † po 716.

## Življenje
Bil je najstarejši sin vojvode Teoda II. Bavarskega in njegove žene Folhaide. Očetov sovladar je postal leta 702 in kot vojvoda vladal iz Salzburga. Leta 711 je sovladar postal tudi njegov mlajši brat Teobald in Teod II. je izdelal načrt, kako po svoji smrti razdeliti svojo zapuščino. Malo pred letom 715 je bila delitev opravljena, kateri brat je vladal v katerem delu pa ni znano. Vojvodine sinov so se verjetno ujemale s škofijami, ki jih je ustanovil njihov oče. Če to drži, je imel Teodbert svoj sedež verjetno v Salzburgu. 
Ko je oče prenesel oblast na Teodberta, je od njega zahteval prisego, da bo vedno branili Ruperta Salzburškega. Teodbert je z vojsko pomagal tudi langobardskima kraljema Ansprandu (vladal 712) in Liutprandu (vladal 712-744) pri njunem ponovnem osvajanju Italije leta 712. 
Po Teodovi smrti so se bratje sprli in trije od njih so do leta 719 umrli. Po njihovi smrti je oblast v vseh štirih vojvodinah prevzel najmlajši brat Grimoald. 

## Družina
Teodbert je bil poročen z Regintrudo, s katero je imel sina 
- Hugberta, edinega vnuka Teoda II., ki je po Grimoaldovi smrti nasledil združeno vojvodino, in hčerko
- Guntrudo, poročeno z langobardskim kraljem Liutprandom.

## Vir
- Sigmund von Riezler. Grimoald oder Crimwalt, Baiernherzog. Allgemeine Deutsche Biographie(ADB). Band 9, Duncker & Humblot, Leipzig 1879, str. 700.

| Teodbert Bavarski Rojen: 685 Umrl: po 716 |                                        |                    |
| Vladarski nazivi                          |                                        |                    |
| Predhodnik: Teodo                         | Bavarski vojvoda okoli 716 – okoli 719 | Naslednik: Hugbert |